# Вальперга
Вальперга, Вальперґа (італ. Valperga) — муніципалітет в Італії, у регіоні П'ємонт,  метрополійне місто Турин.
Вальперга розташована на відстані близько 550 км на північний захід від Рима, 34 км на північ від Турина.
Населення — 3180 осіб (2014).

## Демографія
Населення за роками:

Станом на 1 січня 2023 року в муніципалітеті офіційно проживав 221 іноземець з 26 країн, серед них 129 громадян країн Євросоюзу та 3 громадяни України.

## Сусідні муніципалітети
- Кастелламонте
- Куорньє
- Пертузіо
- Пратільйоне
- Праскорсано
- Ривара
- Саласса
- Сан-Понсо